# Susan Ivanova

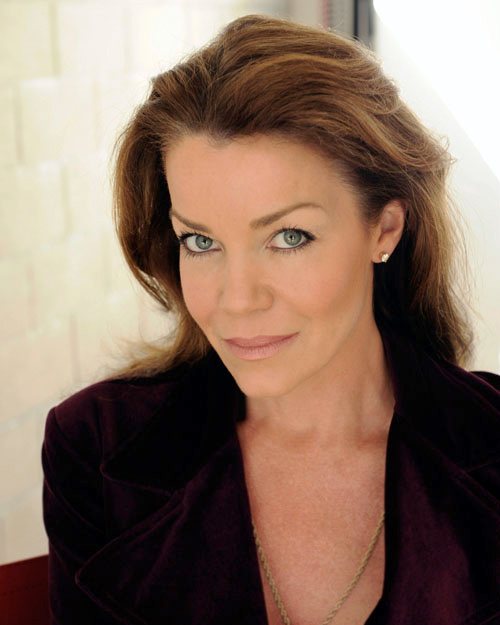
L'actrice Claudia Christian, incarnant le commandant Susan Ivanova.

Susan Ivanova est un personnage de la série de science-fiction Babylon 5, qui est incarnée par l'actrice Claudia Christian. Dans la série elle est commandant en second de la station Babylon 5 de la saison 1 à la saison 4. .

## Le personnage

### Profil
Le personnage de Susan Ivanova apparaît comme une femme de caractère, comme plusieurs des personnages féminins créés par Joe Michael Straczynski : Delenn, Lyta Alexander dans Babylon 5, Dureena dans 2267, ultime croisade ou Theo dans Jeremiah. 
Elle a de profondes faiblesses personnelles dues à la perte de nombreux personnes proches : les membres de sa famille, la télépathe Talia Winters, le ranger Marcus Cole. L'esquisse de relation entre Susan Ivanova et Talia Winters permit à Straczynski de présenter une relation homosexuelle. 

### Le départ de la série
Le départ de l'actrice de la série à la fin de la quatrième saison a été causé par de difficiles négociations de contrat et des malentendus entre la production et l'actrice qui souhaitait avoir plus de temps pour pouvoir travailler un rôle au cinéma. Cependant, lors des dernières étapes de la négociation, elle a demandé à être payé autant tout en tournant moins d'épisodes. En conséquence de son départ, l'intrigue amoureuse autour de Byron et celle sur la crise des télépathes humains a été reportée par Straczynski sur le personnage de Lyta Alexander.
Le personnage d'Ivanova apparaît dans le dernier épisode de la cinquième saison (et de la série) car « l'Aube au crépuscule » fut tournée à la fin de la quatrième saison en raison des craintes de l'arrêt de la série. Il fut remplacé à la fin de la saison 4 par « l'Effondrement d'un mythe » joué avec la distribution de la saison 5, donc sans Claudia Christian.

### Biographie fictive
Le personnage Susan Ivanova  est née le 30 août 2230 à Saint-Pétersbourg dans le Consortium russe, un des pays membre de l'Alliance terrienne. La saison 1 la présente comme la fille de Sophie et Andei Ivanov, de confession juive. En 2244, Sophie se suicida pour ne plus prendre les médicaments pour annihiler ses pouvoirs de télépathe. L'année suivante, son frère, Ganya, mourut au combat pendant la guerre Terre-Minbari alors qu'il s'était engagé contre l'avis de son père. En 2247, elle s'engagea dans les Forces armées terriennes. Dans le téléfilm Au Commencement (In the Beginning) qui constitue la préquelle de la série, Susan Ivanova après un séjour à l'école d'officier, sert sous les ordres de John Sheridan sur la base de Io.

#### Commandement sur Babylon 5
Lieutenant-commandant, elle est appelée pour remplacer Laurel Takashima comme officier en second de la station diplomatique et commerciale Babylon 5, sous les ordres du commandant Jeffrey Sinclair dans la saison 1, puis du capitaine John Sheridan à partir de la saison 2. Elle obtient le grade de commandant en 2259. Elle s'engage aux côtés de Sheridan et Delenn dans la guerre contre les Ombres et dans la lutte contre la politique du président Clark.
Dans la saison 4, au cours d'une bataille contre de nouveaux vaisseaux terriens fidèles à Clark et basé sur la technologie des Ombres, elle est grièvement blessée lorsque son vaisseau de l'Étoile Blanche entre en collision avec un débris. Elle doit son salut au sacrifice du Ranger Marcus Cole. Dans la saison 5 Ivanova est remplacée à la tête de la station par le capitaine Elizabeth Lochley. À la suite de la mort de Marcus, elle décide de quitter Babylon 5, et commande un croiseur de combat de la nouvelle classe Warlock. Dans sa nouvelle Space, Time and the Incurable Romantic située en 2281, Joe Michael Straczynski fait de son personnage le chef de l'Anla'shok, force de maintien de la paix de l'Alliance interstellaire.

## Apparitions
- Téléfilm Au Commencement (In the Beginning).
- Saison 1 à 4 de la série.
- Saison 5 L'Aube au crépuscule, dernier épisode de la série.
- Space, Time and the Incurable Romantic nouvelle de Joe Michael Straczynski.